# TJ Třebíč
TJ Třebíč (celým názvem: Tělovýchovná jednota Třebíč) je český basketbalový klub, který sídlí v Třebíči v Kraji Vysočina. Založen byl v roce 1944. A-tým mužů v současné době působí ve třetí české nejvyšší basketbalové soutěži, která se nazývá 2. celostátní liga mužů. Klubové barvy jsou červená a bílá.
Své domácí zápasy odehrává ve sportovní hale Leopolda Pokorného s kapacitou 420 diváků.

## Historie
Historie třebíčského basketbalu začala již v roce 1944, kdy se začalo hrát na hřištích v okolí sokolského stadionu nad Libušiným údolím. Mezi prvními trenéry byli Jiří Komenda a Vladimír Klusáček, v roce 1955 se tréninky přesunuly do nově zbudované tělocvičny tehdejší jedenáctiletky. V sezóně 1955/56 starší dorostenci TJ Třebíč dosáhli na titul Mistr Československa a vyhráli přebor ROH v Praze a přebor škol ČSR v Pardubicích. V tuto dobu mezi hráče patřili Konvička, Řehořka, Prokop, Uher, Špak, Chromý, Hájek, Doležel, Kremláček, Pálka, Konečný, Toufar a Toman, byli vedeni trenérem Komendou. Tým starších dorostenech vedl trenér Klusáček, tým dorostenek se také účastnil přeboru ČSR.
Tým mužů se účastnil krajského přeboru, kdy v roce 1958 zvítězili v soutěži krajského přeboru a postoupili do divize, následně po několika letech však opět klesli do soutěží krajského přeboru. V Třebíči pak působil František Konvička, který byl později (v roce 2012) zařazen do Síně slávy ČBF. Působil v Třebíči mezi lety 1952 a 1957, kdy přestoupil do Zbrojovky Brno, tam působil do ukončení kariéry v roce 1973 (mezi tím i dva roky v Belgii). Následně působil jako trenér.
Ve Zbrojovce Brno působili i další třebíčští hráči, např. Milan Jančář. V roce 1977 byla dokončena hala Leopolda Pokorného, kdy tam začali hrát svá domácí utkání právě třebíčští basketbalisté, také tam trénovali. Postupně byla ukončena činnost ženského basketbalu. V roce 1992 postoupil mužský tým do národní ligy basketbalu. Mezi tehdejší hráče patřili Mrázik, Smažil, Veselý, Šalomoun, Špaček, Klusáček, Svoboda, Doležal, Janík, Palas, Prodělal, Němec a Koudelka. Do sezóny 2012/13 působili basketbalisté Třebíče ve II. lize, následně v krajském přeboru Jižní Moravy, který v sezóně 2019/20 vyhráli a od sezóny 2020/21 opět působí ve II. lize.

## Umístění v jednotlivých sezonách
Zdroj: 
Legenda: ZČ - základní část, červené podbarvení - sestup, zelené podbarvení - postup, fialové podbarvení - reorganizace, změna skupiny či soutěže
| Česko (2003 – ) |                 |           |                    |           |                             |              |
| Sezóna          | Název v ročníku | Úroveň    | Soutěž             | ZČ        | Play-off                    | Poznámka     |
| 2003/04         | TJ Třebíč       | 3. úroveň | 3. liga – sk. C    | 5. místo  |                             |              |
| 2004/05         | TJ Třebíč       | 3. úroveň | 3. liga – sk. C    | 7. místo  |                             |              |
| 2005/06         | TJ Třebíč       | 3. úroveň | 3. liga – sk. C    | 5. místo  |                             |              |
| 2006/07         | TJ Třebíč       | 3. úroveň | 3. liga – sk. C    | 9. místo  |                             | Reorganizace |
| 2007/08         | TJ Třebíč       | 3. úroveň | 2. liga – sk. C    | 8. místo  |                             |              |
| 2008/09         | TJ Třebíč       | 3. úroveň | 2. liga – sk. C    | 2. místo  | Finálová skupina (3. místo) |              |
| 2009/10         | TJ Třebíč       | 3. úroveň | 2. liga – sk. C    | 5. místo  |                             |              |
| 2010/11         | TJ Třebíč       | 3. úroveň | 2. liga – sk. C    | 8. místo  |                             |              |
| 2011/12         | TJ Třebíč       | 3. úroveň | 2. liga – sk. B    | 9. místo  |                             |              |
| 2012/13         | TJ Třebíč       | 3. úroveň | 2. liga – sk. C    | 12. místo |                             | Sestup       |
| 2013/14         | TJ Třebíč       | 4. úroveň | Oblastní přebor I. | 4. místo  | Čtvrtfinále (Prohra)        |              |
| 2014/15         | TJ Třebíč       | 4. úroveň | Oblastní přebor I. | 7. místo  | Čtvrtfinále (Prohra)        |              |
| 2015/16         | TJ Třebíč       | 4. úroveň | Oblastní přebor I. | 11. místo |                             |              |
| 2016/17         | TJ Třebíč       | 4. úroveň | Oblastní přebor I. | 7. místo  | Čtvrtfinále (Prohra)        |              |
| 2017/18         | TJ Třebíč       | 4. úroveň | Oblastní přebor I. | 2. místo  | Finále (Prohra)             | Reorganizace |
| 2018/19         | TJ Třebíč       | 4. úroveň | Jihomoravská liga  | 3. místo  | Semifinále (Prohra)         |              |
| 2019/20         | TJ Třebíč       | 4. úroveň | Jihomoravská liga  | 1. místo  |                             | Postup       |
| 2020/21         | TJ Třebíč       | 3. úroveň | 2. liga – sk. B    |           |                             | COVID-19     |
| 2021/22         | TJ Třebíč       | 3. úroveň | 2. liga – sk. B    | 10. místo |                             |              |
| 2022/23         | TJ Třebíč       | 3. úroveň | 2. liga – sk. C    | 8. místo  | Čtvrtfinále (Prohra)        |              |
| 2023/24         | TJ Třebíč       | 3. úroveň | 2. liga – sk. C    | 9. místo  |                             |              |
| 2024/25         | TJ Třebíč       | 3. úroveň | 2. liga – sk. B    | 10. místo |                             |              |
| 2025/26         | TJ Třebíč       | 3. úroveň | 2. liga – sk. B    |           |                             |              |

## Osobnosti třebíčského basketbalu
- František Konvička (1952–1957)
- Milan Jančář